# Fast & Furious 4
Fast & Furious 4 là một phim điện ảnh hành động của Mỹ năm 2009 do Justin Lin đạo diễn và Chris Morgan biên kịch. Đây là phần thứ tư của loạt phim Fast & Furious. Phim có sự tham gia diễn xuất của Vin Diesel, Paul Walker, Michelle Rodriguez và Jordana Brewster, lấy bối cảnh vào thời điểm giữa phần phim thứ hai và ba, đồng thời cũng là cầu nối giữa hai phần phim đầu với bối cảnh của phần phim thứ ba, với dàn diễn viên chính từ hai phần phim đầu trở lại với vai diễn cũ của họ. Fast & Furious 4 được khởi chiếu tại Mỹ vào ngày 3 tháng 4 năm 2009 và tại Việt Nam vào ngày 10 tháng 4 năm 2009. Phim nhận được nhiều ý kiến chỉ trích từ giới chuyên môn, nhưng lại đạt tổng doanh thu phòng vé tới 363 triệu USD toàn cầu.
Kể từ phần phim này, Fast & Furious trở thành tên chính thức của thương hiệu phim, được sử dụng rộng rãi trong việc đặt tên của các phần phim tiếp đó cũng như các trò chơi điện tử và công viên chủ đề ăn theo. Phần phim tiếp theo, Fast & Furious 5: Phi vụ Rio được khởi chiếu vào năm 2011.

## Nội dung
Đến Dominica để lẩn trốn lệnh truy nã, Dominic Toretto cố gắng tận hưởng một cuộc sống lãng mạn bên cô bạn gái xinh đẹp, cá tính Letty. Sau khi thực hiện một vụ cướp xe chở nhiên liệu, anh rời xa Letty để tránh sự truy lùng của cảnh sát quốc tế và cũng vì muốn bảo vệ cho người con gái anh yêu. Tuy nhiên, không lâu sau, Dom nhận được tin dữ về cái chết bi thảm, đầy bí ẩn của Letty. Anh tức tốc quay về Los Angeles, tự mình đi điều tra nguyên nhân và tìm cách trả thù cho người yêu. Anh nghi ngờ thủ phạm đứng sau vụ giết người là một tên trùm buôn ma túy. Tại Los Angeles, anh gặp lại đặc vụ Brian O’Conner, người cũng đang săn tìm tên tội phạm trên. Cả hai cùng vượt qua cuộc tuyển dụng những tay đua siêu đẳng chở hàng cho tên trùm để dần tiếp cận hắn. Từ quan hệ đối thủ, hai người dần trở thành chiến hữu cùng sát cánh chống lại kẻ thù chung.

## Diễn viên
- Vin Diesel vai Dominic Toretto
- Paul Walker vai Brian O'Conner
- Michelle Rodríguez vai Leticia "Letty" Ortiz
- Jordana Brewster vai Mia Toretto
- Gal Gadot vai Gisele Yashar
- John Ortiz vai Arturo Braga / Ramon Campos
- Laz Alonso vai Fenix Calderon
- Jack Conley vai Penning
- Shea Whigham vai Michael Stasiak
- Tego Calderón vai Tego
- Don Omar vai Rico Santos
- Sung Kang vai Han Lue
- Liza Lapira vai Sophie Trinh
- Mirtha Michelle vai Cara
- Greg Cipes vai Dwight Mueller
- Ron Yuan vai David Park
- Neil Brown Jr. vai Malik Herzon.
- Wilmer Calderon vai Tash Barilla.
- Brandon T. Jackson vai Alex.

## Tiếp nhận

### Doanh thu phòng vé
Trong ngày đầu tiên công chiếu, Fast & Furious 4 thu về 30,6 triệu USD và dẫn đầu bảng xếp hạng doanh thu phòng vé sau ba ngày cuối tuần ra mắt với 70,9 triệu USD. Phim trở thành tác phẩm có doanh thu phòng vé dịp cuối tuần ra mắt cao thứ sáu trong năm 2009, với lương doanh thu cao gấp đôi con số mà giới quan sát đã nhận định trước khi phim ra mắt.

### Đánh giá chuyên môn
Fast & Furious 4 nhận được nhiều đánh giá tiêu cực từ các nhà phê bình điện ảnh. Phim được đánh giá 29% dựa trên 175 bài phê bình trên Rotten Tomatoes, với nhận xét chung, "Trong khi Fast and Furious 4 chứa đựng nhiều pha hành động và biểu diễn đáng chú ý, thì các nhà làm phim lại thất bại trong việc cung cấp một cốt truyện đầy đặn hoặc các nhân vật đầy tính thuyết phục hơn." Trên trang Metacritic, phim nhận được 46 điểm dựa trên 28 đánh giá.